# Yoshiki Okamoto
Yoshiki Okamoto (岡本 吉起, Okamoto Yoshiki) (Ehime), (10 de junho de 1961) é um programador de videogames japonês, e um dos criadores do jogo Street Fighter II. Ele é muitas vezes creditado como "Kihaji Okamoto".

## Carreira
Iniciou sua carreira na Konami, onde produziu jogos como Gyruss e Time Pilot. Em 1984 foi contratado pela Capcom, onde produziu diversos jogos famosos como SonSon, 1942 e Side Arms. Porém seus títulos de maior sucessso, foram Final Fight e Street Fighter II. Foi responsável na Capcom, pela contratação do designer de personagens Akira Yasuda, mais conhecido como "Akiman". Participou também da produção dos filmes e dos jogos da série Resident Evil, conhecido como Bio Hazard no Japão. Se desligou da Capcom em 2005, para fundar sua própria empresa de jogos, a Game Republic. Ainda em 2005, chegou a trabalhar para a Microsoft.